# Châteauneuf-de-Randon
Châteauneuf-de-Randon (okcitán nyelven Chastèlnòu de Randon) egy község Franciaországban, Lozère megyében. 2011-ben 538 lakosa volt.

## Fekvés
Châteauneuf-de-Randon a Margeride-hegység déli részén fekszik a Boutaresse és a Chapeauroux patakok partján. A megyeszékhelytől 28 km-re északnyugatra, mintegy 1286 m magasságban (1116–1339 m között) terül el. Érinti a Mende-ot Langogne-al (19 km) összekötő N88-as főút.
Châteauneuf-de-Randon kantonközpont, Közigazgatásilag hozzátartozik L´Habitarelle, Argentière, La Glaizolle és Rousses. Délről Laubert és Montbel, keletről Chaudeyrac és Pierrefiche, északról Saint-Jean-la-Fouillouse, nyugatról pedig Arzenc-de-Randon községekkel határos.

## Történelem
Châteauneuf a középkorban fontos szerepet játszott, mivel Randonnak (Gévaudan 8 báróságának egyike) székhelye volt. 1150 körül építették várát, ahova Randon bárói korábbi székhelyükről (Puech David Estables környékén) költöztek. 1380-ban, a százéves háború során az angolok által megszállva tartott várat a franciák megostromolták Bertrand de Guesclin vezetésével, aki itt esett el. 1632-ben citadelláját XIII. Lajos leromboltatta. A vár romjaiból építették templomát, melyet 1793-ban leromboltak.
1867-ben a korábban Châteauneufhöz tartozó Montbel, 1873-ban pedig Laubert falu vált közigazgatásilag önálló községgé. A község címerének alapja a Randoni báróság régi címere, melyre a Guesclinek kétfejű sast ábrázoló pajzsát helyezték.

### Demográfia
| Év   | Lakosság |
| ---- | -------- |
| 1793 | 450      |
| 1851 | 658      |
| 1876 | 708      |
| 1901 | 844      |
| 1936 | 553      |

| Év   | Lakosság |
| ---- | -------- |
| 1946 | 508      |
| 1954 | 427      |
| 1962 | 405      |
| 1968 | 403      |

| Év   | Lakosság |
| ---- | -------- |
| 1975 | 504      |
| 1982 | 541      |
| 1990 | 536      |
| 1999 | 532      |
| 2010 | 531      |

## Nevezetességek
- Tour des Anglais - a régi citadella egyetlen megmaradt része
- Templom - a 19. században épült.
- Bertrand de Guesclin egész alakos szobrát 1894-ben állították fel.
- Az N88-as főút mellett áll Bertrand de Guesclin cenotáfiuma 1911-ben épült. Ezen a helyen (L´Habitarelle), ahol a lovag elhunyt már 1828-ban emlékművet állították.
- Roche branlante - a gránitszikla a Gargantua cipője nevet is viseli.
- Clauze-forrás - a forrás vizétől halt meg a lovag.
- Bertrand de Guesclin múzeum
- Tour de Cellier
- Kálvária

## Képtár

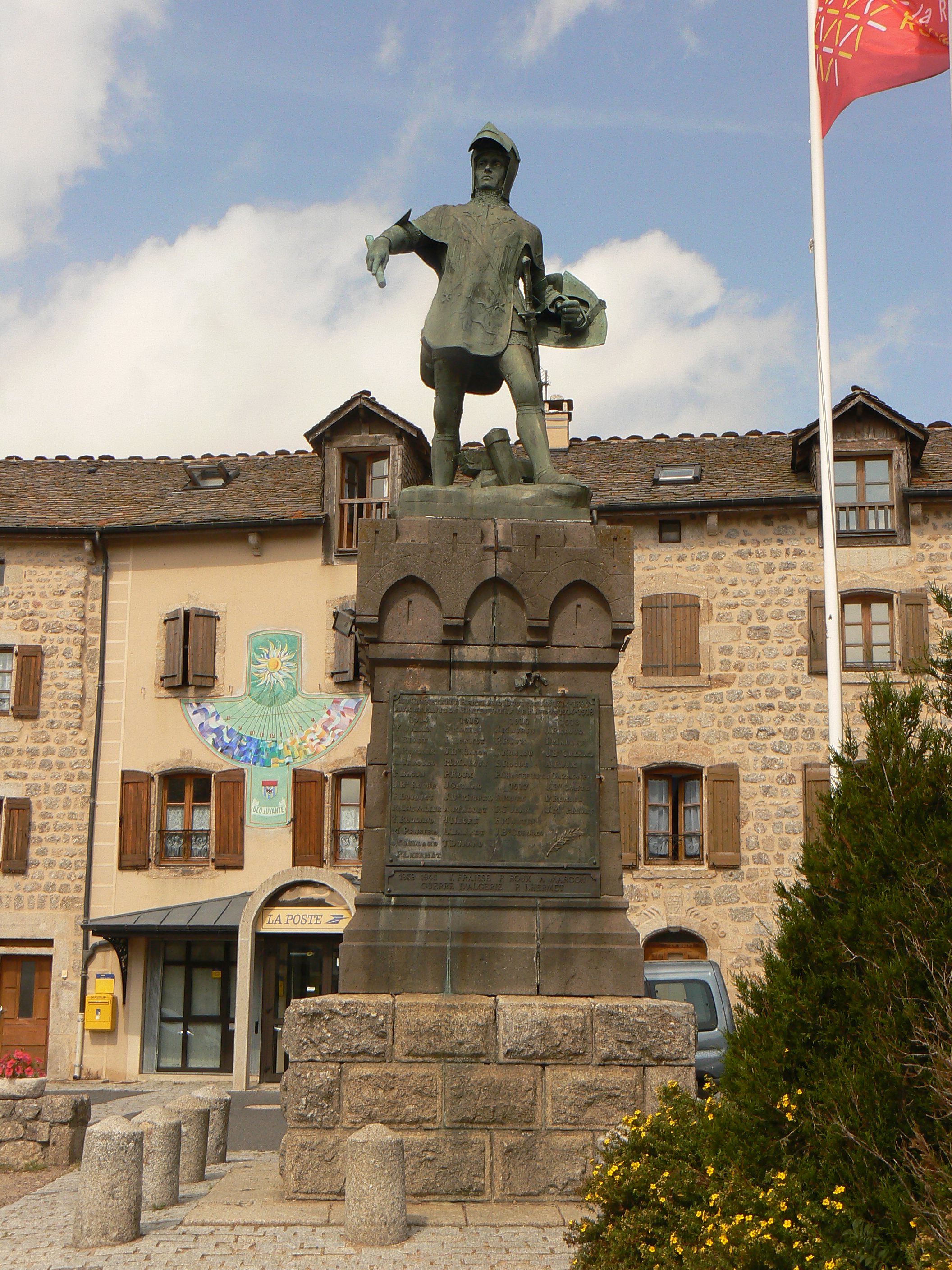
Bertrand de Guesclin szobra
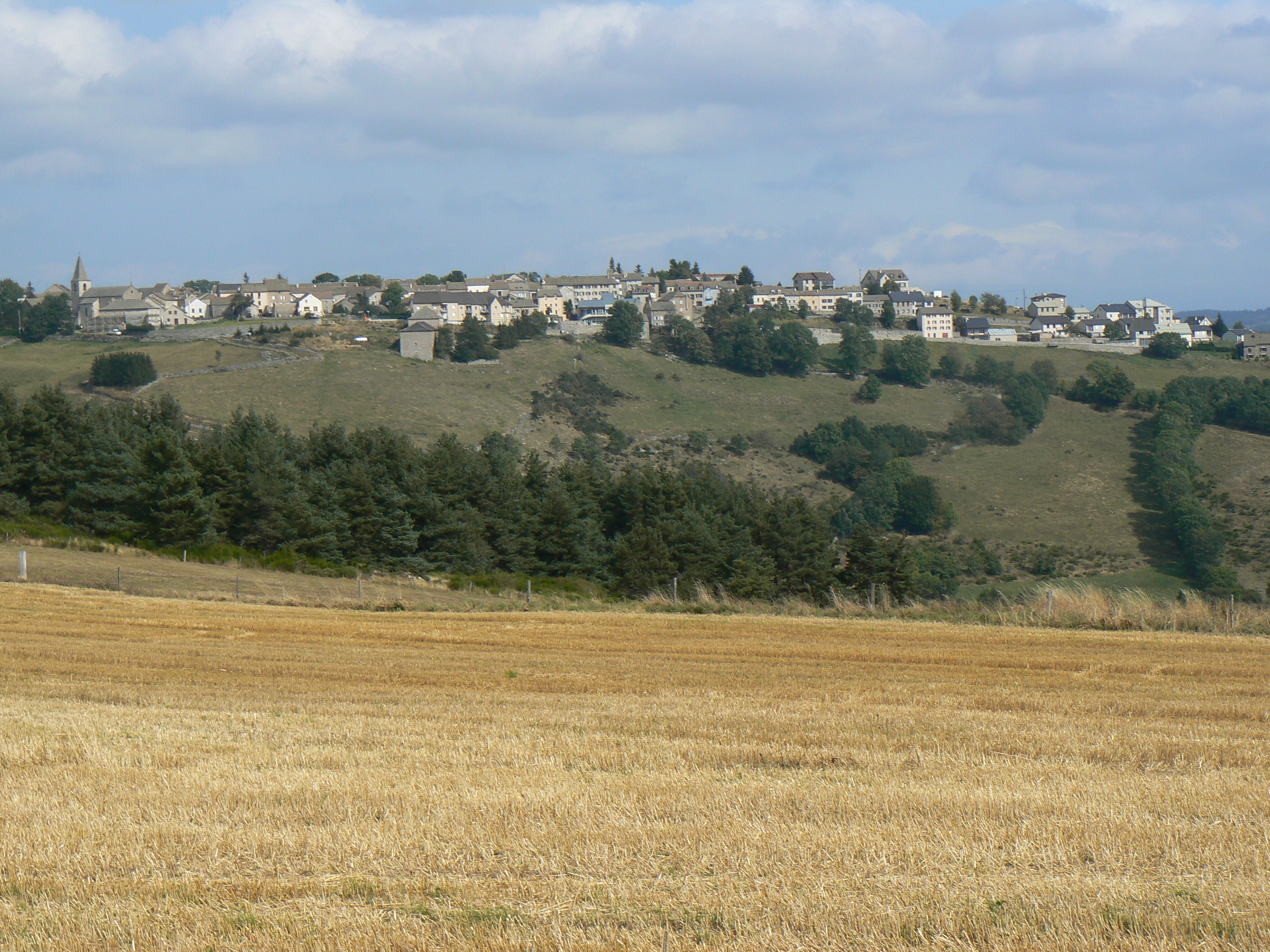
Châteauneuf-de-Randon látképe
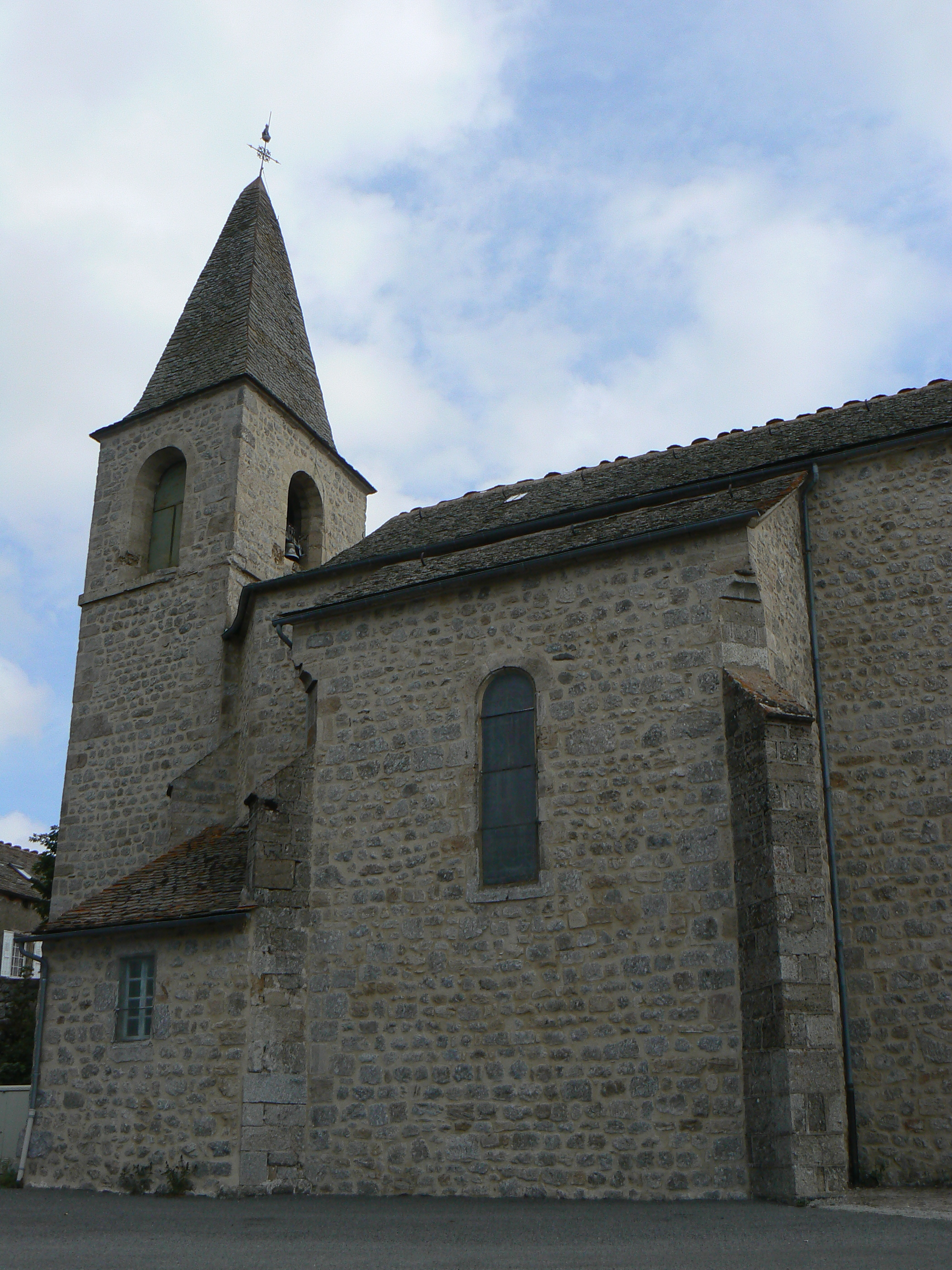
Templom
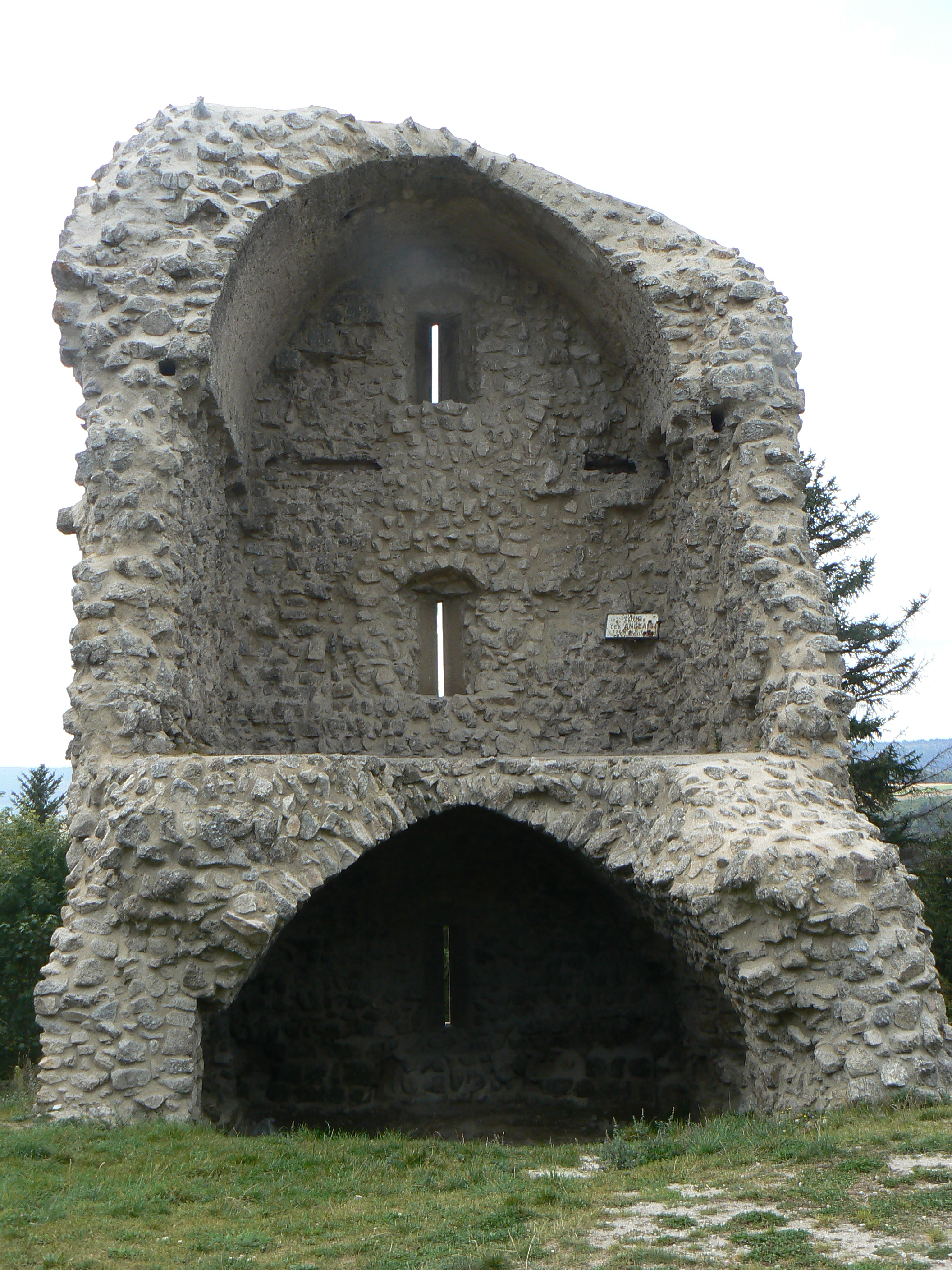
Tour des Anglais
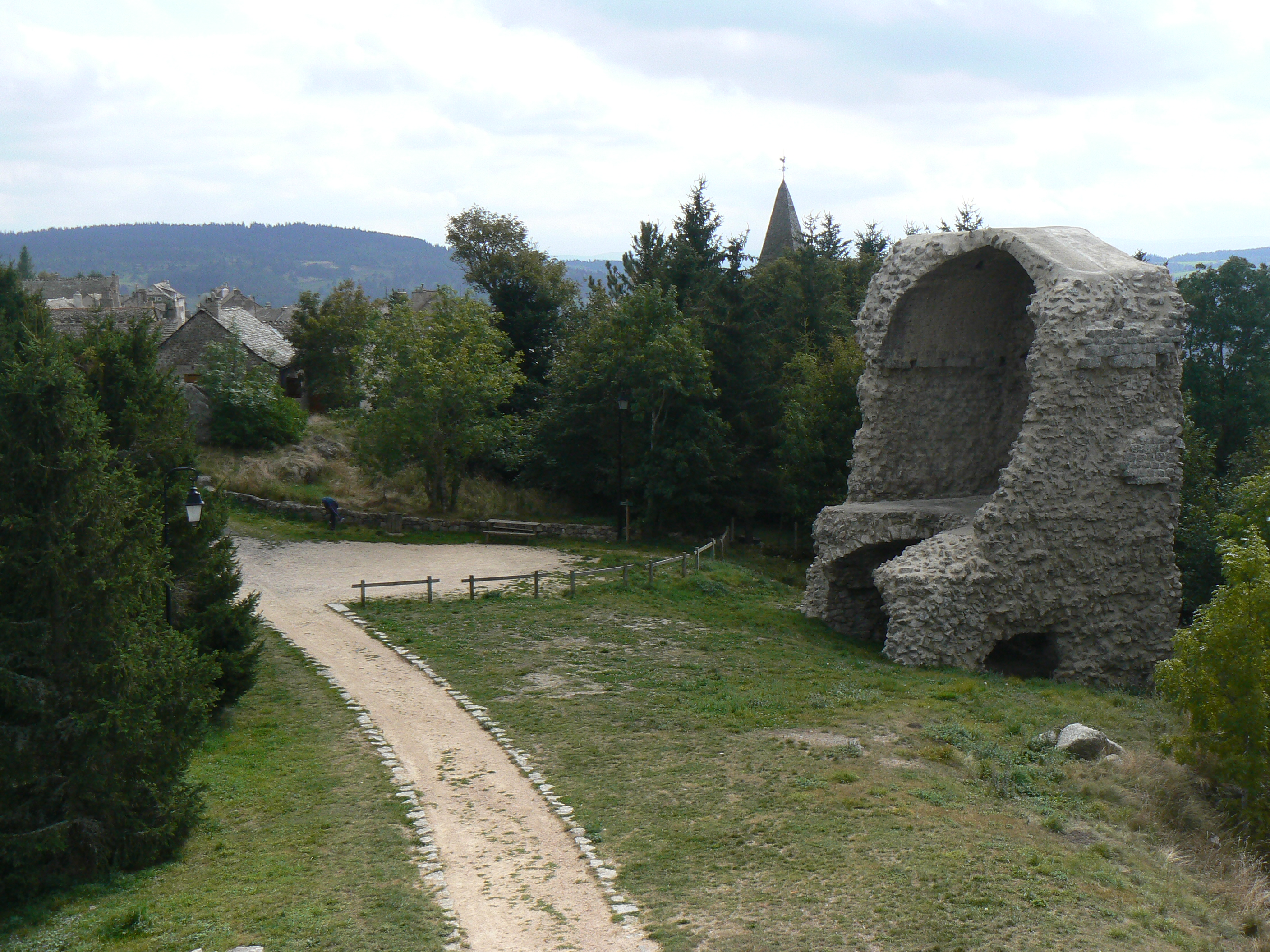
Tour des Anglais
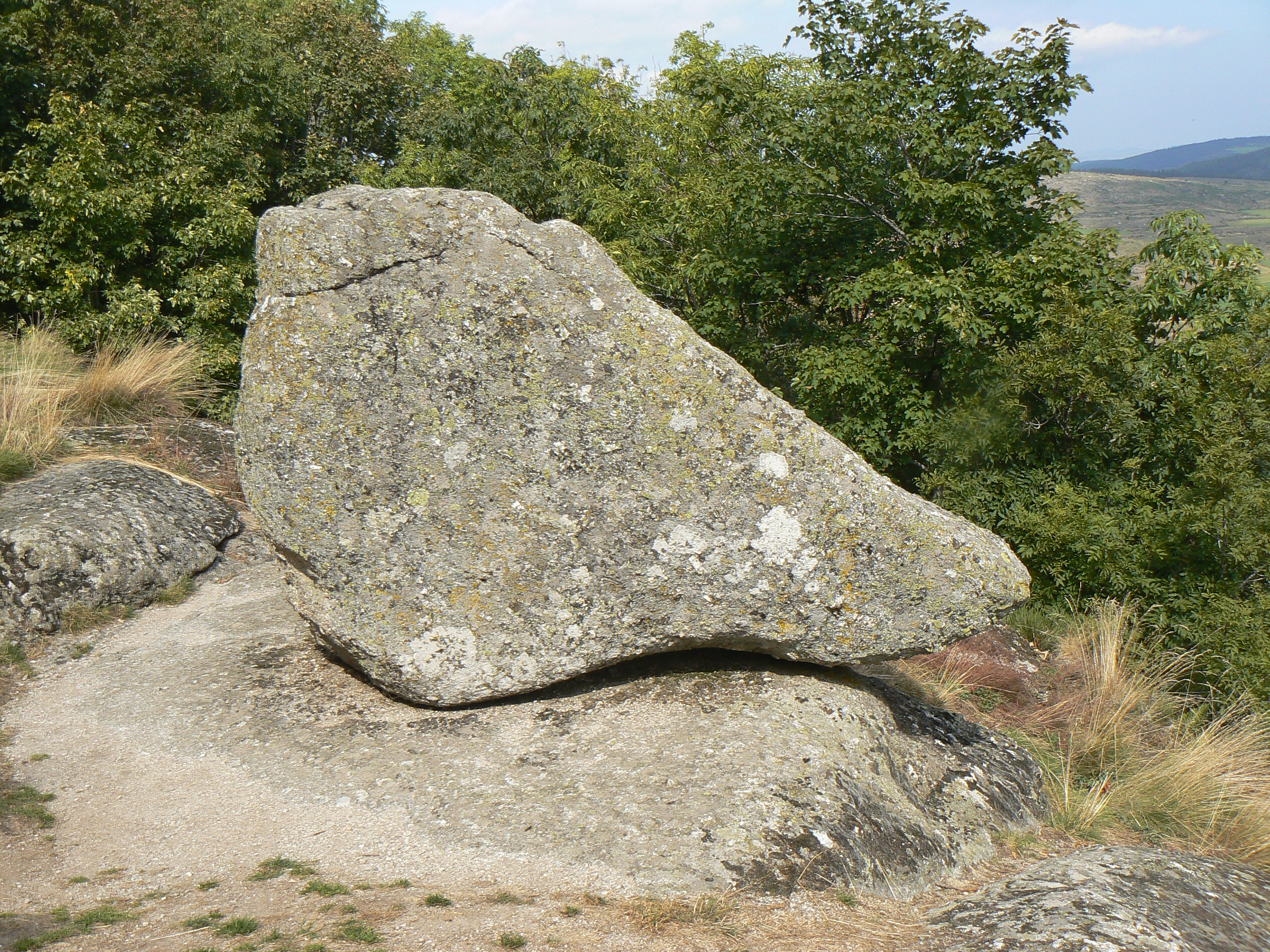
Gargantua cipője
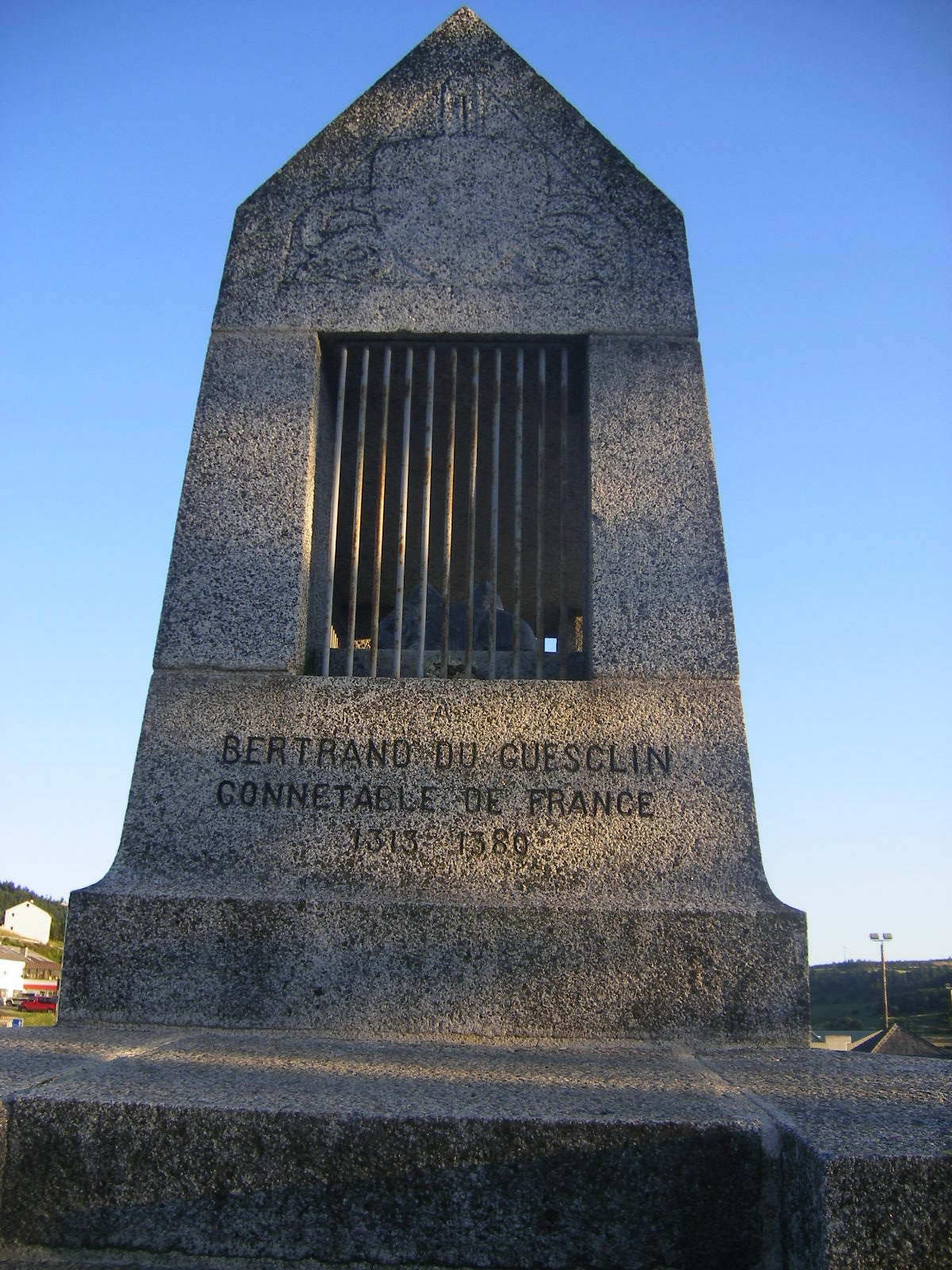
A Guesclin-cenotáfium
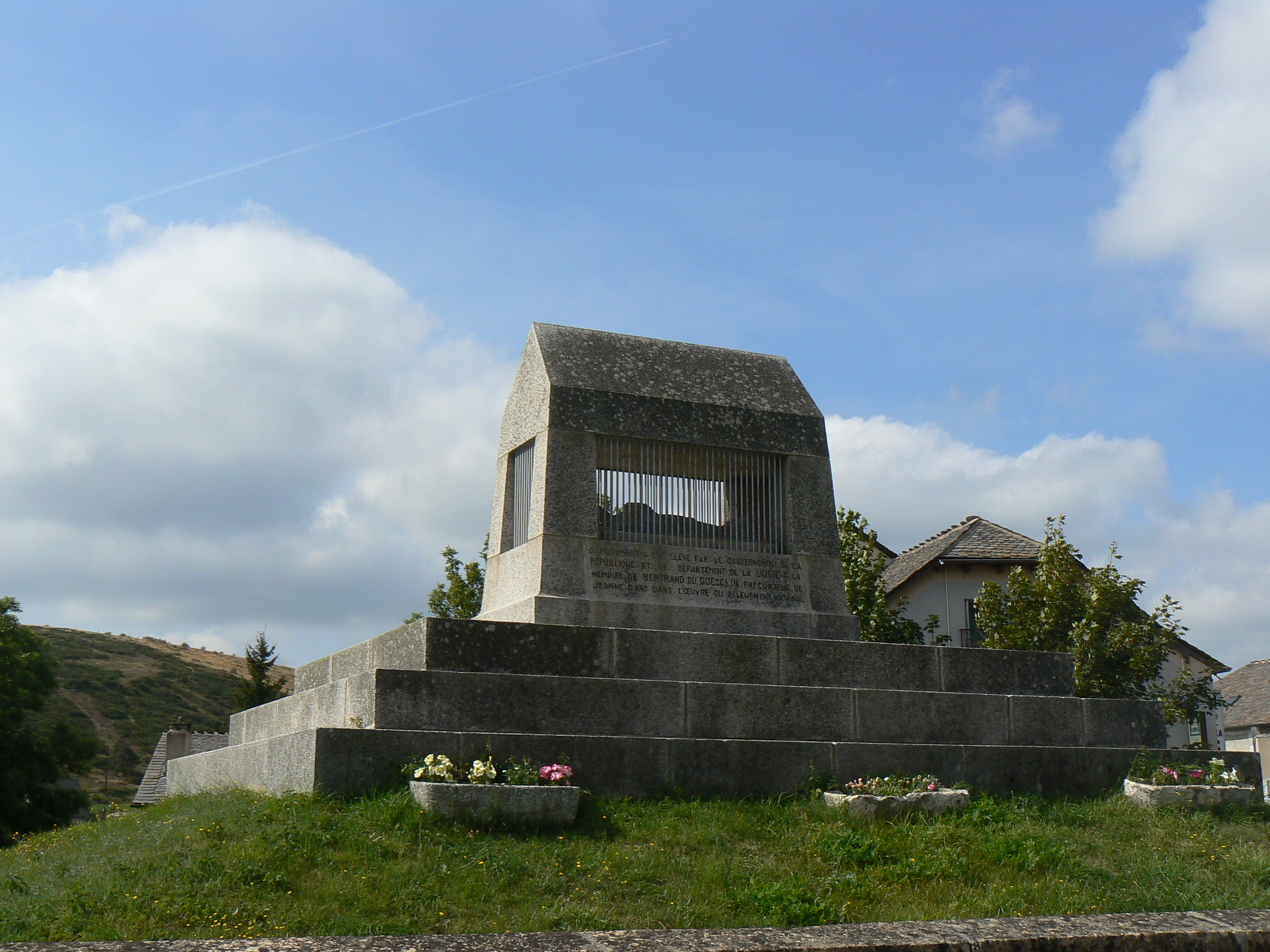
A Guesclin-cenotáfium
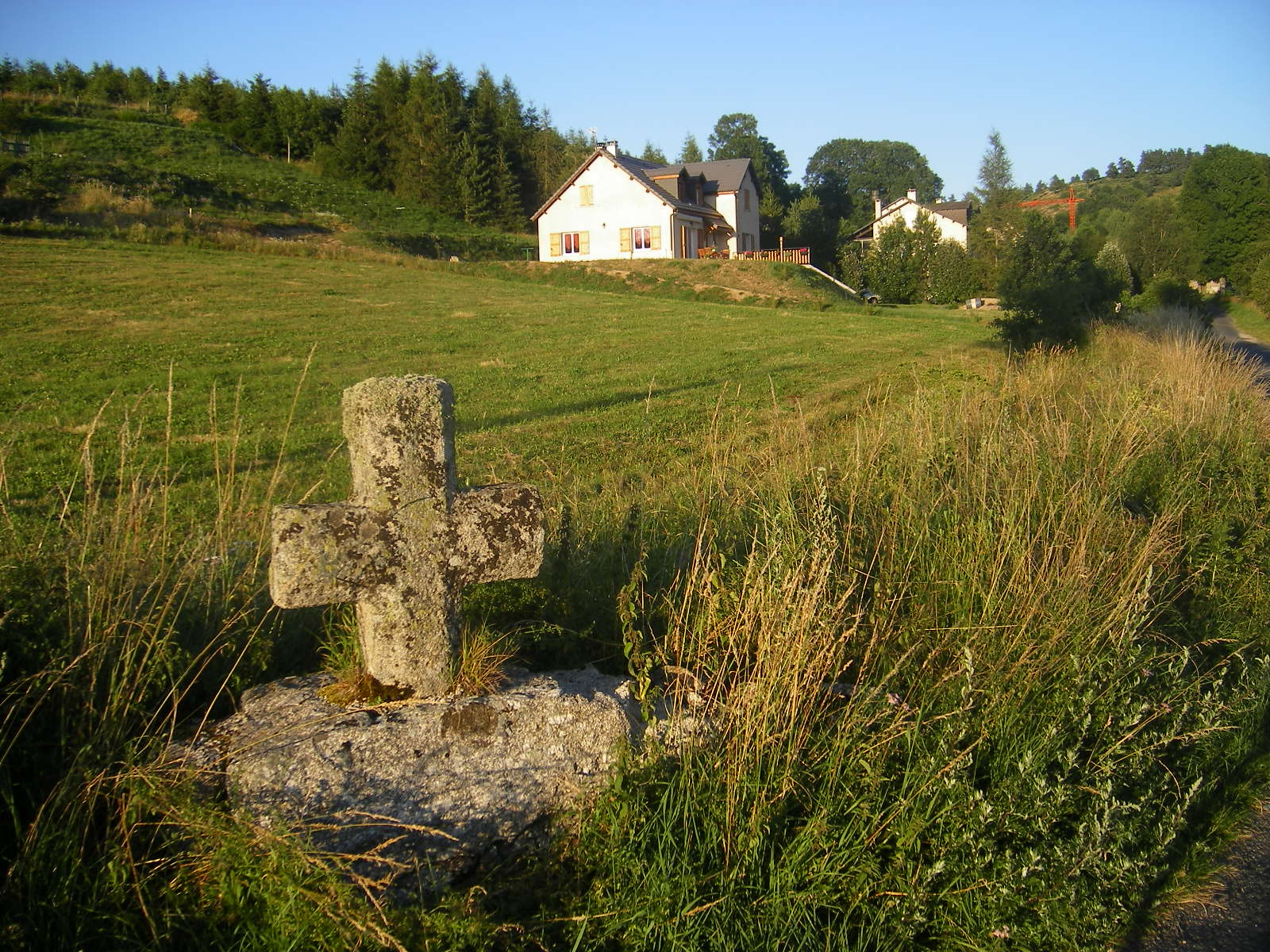
Útmenti kereszt a falutól délre
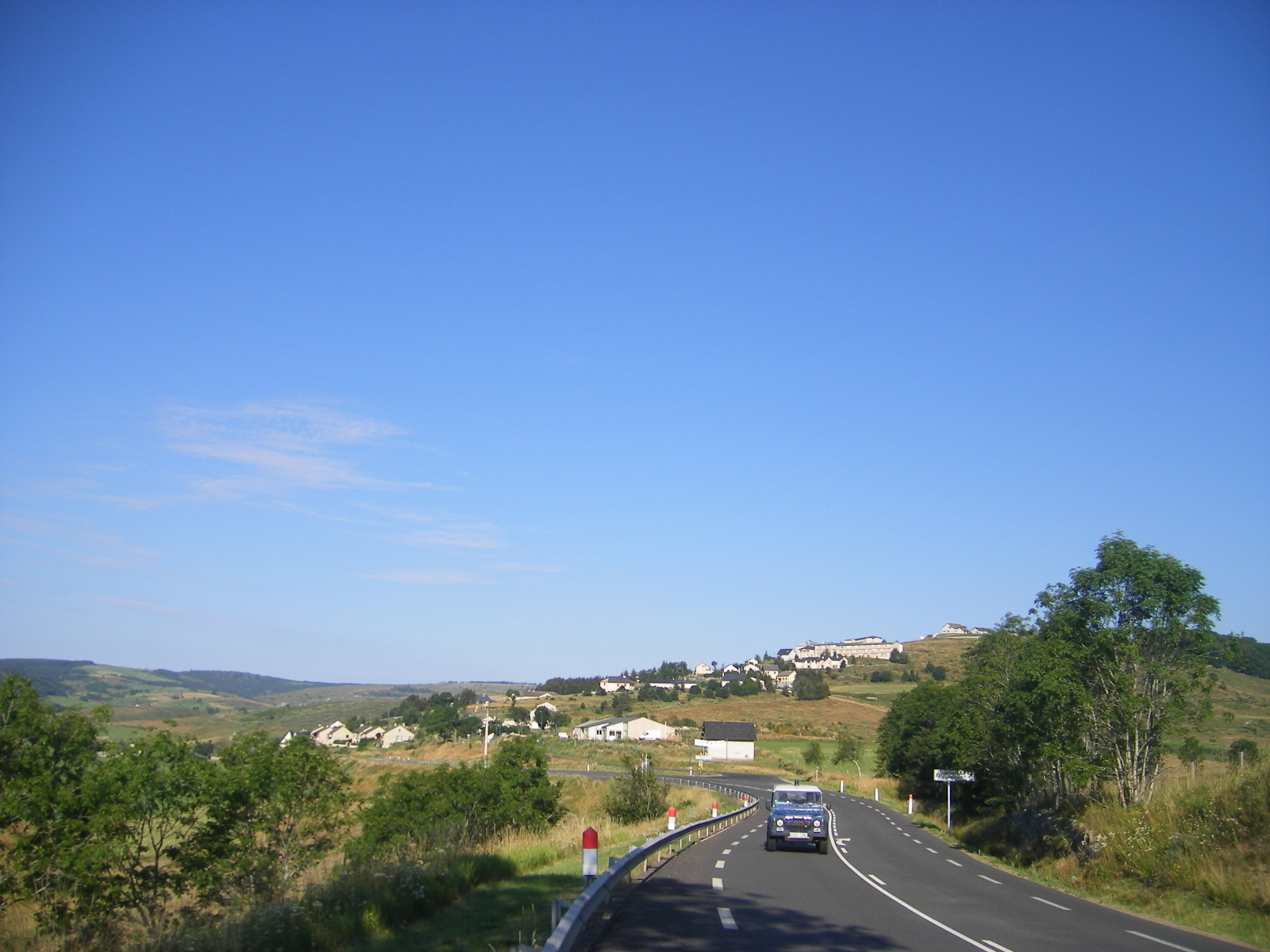
Az N88-as út Châteauneufnél

## Kapcsolódó szócikk
- Lozère megye községei